# Travis Konecny
Travis Konecny (* 11. März 1997 in London, Ontario) ist ein kanadischer Eishockeyspieler, der seit Juli 2015 bei den Philadelphia Flyers in der National Hockey League unter Vertrag steht und dort auf der Position des rechten Flügelstürmers spielt.

## Karriere
Travis Konecny wurde in London geboren und wuchs im ca. 75 Kilometer entfernten Clachan auf. In seiner Jugend durchlief er die Nachwuchsabteilungen der Elgin-Middlesex Chiefs, ehe er in der Priority Selection der Ontario Hockey League (OHL) an erster Gesamtposition von den Ottawa 67’s ausgewählt wurde und somit den Jack Ferguson Award erhielt. Bereits in seiner ersten OHL-Saison kam der Angreifer auf einen Punkteschnitt von über 1,0 (70 Scorerpunkte in 63 Spielen) und wurde infolgedessen mit dem Emms Family Award als bester Rookie der Liga ausgezeichnet sowie ins OHL First All-Rookie Team gewählt. Nachdem er über den Jahreswechsel bereits Teil des Teams Canada Ontario bei der World U-17 Hockey Challenge 2014 gewesen war, vertrat er sein Heimatland auch bei der U18-Weltmeisterschaft 2014 und gewann dort die Bronzemedaille. Wenig später wurde er im KHL Junior Draft 2014 an 25. Stelle von Dinamo Riga ausgewählt.
Nach dem Gewinn der Goldmedaille beim Ivan Hlinka Memorial Tournament im August 2014 ging Konecny in seine zweite Saison bei den 67’s, die er als Mannschaftskapitän anführte. Nach 29 Toren und 39 Assists in 60 Spielen sowie einer Teilnahme am CHL Top Prospects Game wählten ihn die Philadelphia Flyers im NHL Entry Draft 2015 an 24. Position aus. Daraufhin unterzeichnete er im Juli 2015 einen Einstiegsvertrag bei den Flyers, kehrte jedoch vorerst für eine weitere Saison in die OHL zurück. Diese verbrachte der Angreifer jedoch nur bis Januar 2016 in Ottawa, da er zu diesem Zeitpunkt in einem größeren Tauschgeschäft an die Sarnia Sting abgegeben wurde. Kurz zuvor hatte er mit der kanadischen U20-Auswahl an der U20-Weltmeisterschaft 2016 teilgenommen und dort den sechsten Platz belegt.
Konecny beendete die Saison in Sarnia und erspielte sich in der anschließenden Vorbereitung auf die Saison 2016/17 einen Platz im Aufgebot der Flyers, sodass er im Oktober 2016 in der National Hockey League debütierte und sich dort in der Folge etablierte. Nach der Spielzeit debütierte der Angreifer für die kanadische Nationalmannschaft bei der Weltmeisterschaft 2017 und gewann dort mit dem Team die Silbermedaille. Im September 2019 unterzeichnete Konecny einen neuen Sechsjahresvertrag in Philadelphia, der ihm ein durchschnittliches Jahresgehalt von 5,5 Millionen US-Dollar einbringen soll.

## Erfolge und Auszeichnungen
| - 2013 Jack Ferguson Award - 2014 Emms Family Award - 2014 OHL First All-Rookie Team - 2015 Teilnahme am CHL Top Prospects Game | - 2015 E. J. McGuire Award of Excellence - 2020 Teilnahme am NHL All-Star Game - 2024 Teilnahme am NHL All-Star Game |

### International
| - 2014 Bronzemedaille bei der U18-Weltmeisterschaft - 2014 Goldmedaille beim Ivan Hlinka Memorial Tournament - 2017 Silbermedaille bei der Weltmeisterschaft | - 2025 Gewinn des 4 Nations Face-Off - 2025 Bester Vorlagengeber der Weltmeisterschaft (gemeinsam mit Teuvo Teräväinen und Denis Malgin) |

## Karrierestatistik
Stand: Ende der Saison 2024/25

### International
Vertrat Kanada bei:
| - World U-17 Hockey Challenge Januar 2014 - U18-Weltmeisterschaft 2014 - Ivan Hlinka Memorial Tournament 2014 - U20-Weltmeisterschaft 2016 | - Weltmeisterschaft 2017 - 4 Nations Face-Off 2025 - Weltmeisterschaft 2025 |

(Legende zur Spielerstatistik: Sp oder GP = absolvierte Spiele; T oder G = erzielte Tore; V oder A = erzielte Assists; Pkt oder Pts = erzielte Scorerpunkte; SM oder PIM = erhaltene Strafminuten; +/− = Plus/Minus-Bilanz; PP = erzielte Überzahltore; SH = erzielte Unterzahltore; GW = erzielte Siegtore; 1 Play-downs/Relegation; Kursiv: Statistik nicht vollständig)